# Wilhelm Bluhm
Wilhelm Bluhm, född 3 januari 1899 i Berlin, död i juli 1943 i Sovjetunionen, var en tysk SS-Sturmbannführer och chef för Staatspolizei i Weimar. Han var från oktober 1942 till juli 1943 befälhavare för Sonderkommando 7c (tidigare benämnt Vorkommando Moskau) inom den nazistiska Einsatzgruppe B, vilken mördade judar, politruker och romer i området kring Smolensk i Ryssland.

## Biografi
Wilhelm Bluhm föddes i Berlin år 1899. Som kriminalråd i Frankfurt am Main blev han 1935 utnämnd till chef för polisdistriktet i Wiesbaden. Han tjänstgjorde även i Dortmund. I november 1940 utsågs Bluhm till Kommandeur der Sicherheitspolizei und des SD (KdS), det vill säga kommendör för Sipo och SD i Radom i Generalguvernementet. I Radom organiserade han deportationen av stadens judiska befolkning. Efter att ha innehaft olika befälsposter inom polisen, bland annat i Vinnytsia i Ukraina, efterträdde han i oktober 1942 SS-Hauptsturmführer Rudolf Schmücker som befälhavare för Sonderkommando 7c inom Einsatzgruppe B. Sonderkommando 7c hade tidigare varit känt under benämningen Vorkommando Moskau. Det var meningen att detta kommando skulle operera i Moskva-området efter stadens fall, men då staden stod emot tyskarnas offensiv, bytte Vorkommando Moskau namn till Sonderkommando 7c. 
Wilhelm Bluhm stupade i Sovjetunionen i juli 1943.

### Webbkällor
- ”Nazisme: les Einsatzgruppen (2ième guerre mondiale): Wilhelm Bluhm” (på franska). Encyclopédie B&S Editions. B&S Editions. Arkiverad från originalet den 14 juli 2011. https://www.webcitation.org/60AQjcl9C?url=http://www.encyclopedie.bseditions.fr/article.php?pArticleId=133. Läst 14 juli 2011.
- ”Operazioni di massacro dell'Einsatzgruppe B” (på italienska). Olokaustos.org. Arkiverad från originalet den 14 juli 2011. https://www.webcitation.org/60AQnlbvg?url=http://www.olokaustos.org/guida/sterminare/einsatzgruppen/mobili8.htm. Läst 14 juli 2011.